# Вишнёвка (Бижбулякский район)
Вишнёвка (баш. Вишневка) — деревня в Бижбулякском районе Башкортостана, относится к Кош-Елгинскому сельсовету. Проживают чуваши. 
С 2005 — современный статус.

## История
Статус деревня, сельского населённого пункта, посёлок получил согласно Закону Республики Башкортостан от 20 июля 2005 года N 211-з «О внесении изменений в административно-территориальное устройство Республики Башкортостан в связи с образованием, объединением, упразднением и изменением статуса населенных пунктов, переносом административных центров», ст.1:

6. Изменить статус следующих населенных пунктов, установив тип поселения - деревня:
 
5)  в Бижбулякском районе:…

г) поселка Вишневка Кош-Елгинского сельсовета

## География
Расстояние до:
- районного центра (Бижбуляк): 50 км,
- центра сельсовета (Кош-Елга): 9 км,
- ближайшей ж/д станции (Аксаково): 29 км.

## Население
| 2002 | 2009 | 2010 |
| ---- | ---- | ---- |
| 42   | ↘30  | ↘18  |

Национальный состав
Согласно переписи 2002 года, преобладающая национальность — чуваши (86 %).

## Знаменитые уроженцы
- Иванов, Виталий Петрович (этнограф) — чувашский этнограф, доктор исторических наук.